# 충주 강천리 석조여래입상
충주 강천리 석조여래입상(忠州 江泉里 石造如來立像)은 충청북도 충주시 앙성면 강천리에 있는 석조 여래 입상이다. 2006년 3월 3일 충청북도의 문화재자료 제53호로 지정되었다.

## 역사 및 평가
충주시 앙성면 강천리의 서음마을에 있는 조선시대의 석조여래입상이다. 원래는 인근의 산 중턱에 방치되어 있었으나 지금의 자리인 서음마을 뒤편으로 옮겨와 기단을 만들고 그 위에 두었다. 조선시대에 만들어진 불상이나 고려시대의 지방 양식을 반영하고 있다. 고려시대의 불상이라는 견해도 있다.

## 생김새
화강암으로 만들었다. 불상의 높이는 196cm이다.
몸 부분이 네모나면서 납작한 평판석에 가깝다. 머리는 민머리이고, 오른쪽이 약간 훼손되었으나 육계(六界)가 보인다. 얼굴은 풍만하나 심하게 마모되어 뚜렷하지 않다. 눈은 둥글고 눈두덩은 도독하다. 미간에는 빛이 무량세계를 비춘다는 백호(白毫)가 희미하게 남아 있다. 코는 작고 귀는 짧으며, 팔과 손은 몸에 비해 작다. 어깨는 약간 왜소한 편이나 당당해 보인다. 전체적으로 단아한 인상을 풍긴다.
법의는 양쪽 어깨를 덮은 통견(通肩) 형식으로 가슴 부분에서 V자형으로 깊게 파였다. 배 부분에도 V자형에 가까운 옷 주름이 두 줄 있다. 오른손은 팔을 아래로 내려 다섯 손가락을 펴고 손바닥을 밖으로 향하여 물건을 주는 시늉을 하고 있다. 왼손은 가슴 부분에서 엄지가락과 가운뎃손가락을 붙인 모습이다. 다리 부분은 약간 돌출되어 있다. 뒷면은 아무것도 표현하지 않았다. 전체적으로 수인(手印)과 옷 주름 등이 간략하고 깔끔하게 표현되었다.
전체적으로 팔과 손은 몸체에 비하여 작게 표현되고 옷주름의 소략화된 표현 등이 보이나 풍만한 상호와 눈두덩을 도독하게 표현하였다. 어깨가 약간 왜소해졌으나 당당함이 남아있고 비교적 단아한 모습이며 수인과 옷무늬의 표현이 단정하고 깔끔하게 조각된 불상이다.

## 사진

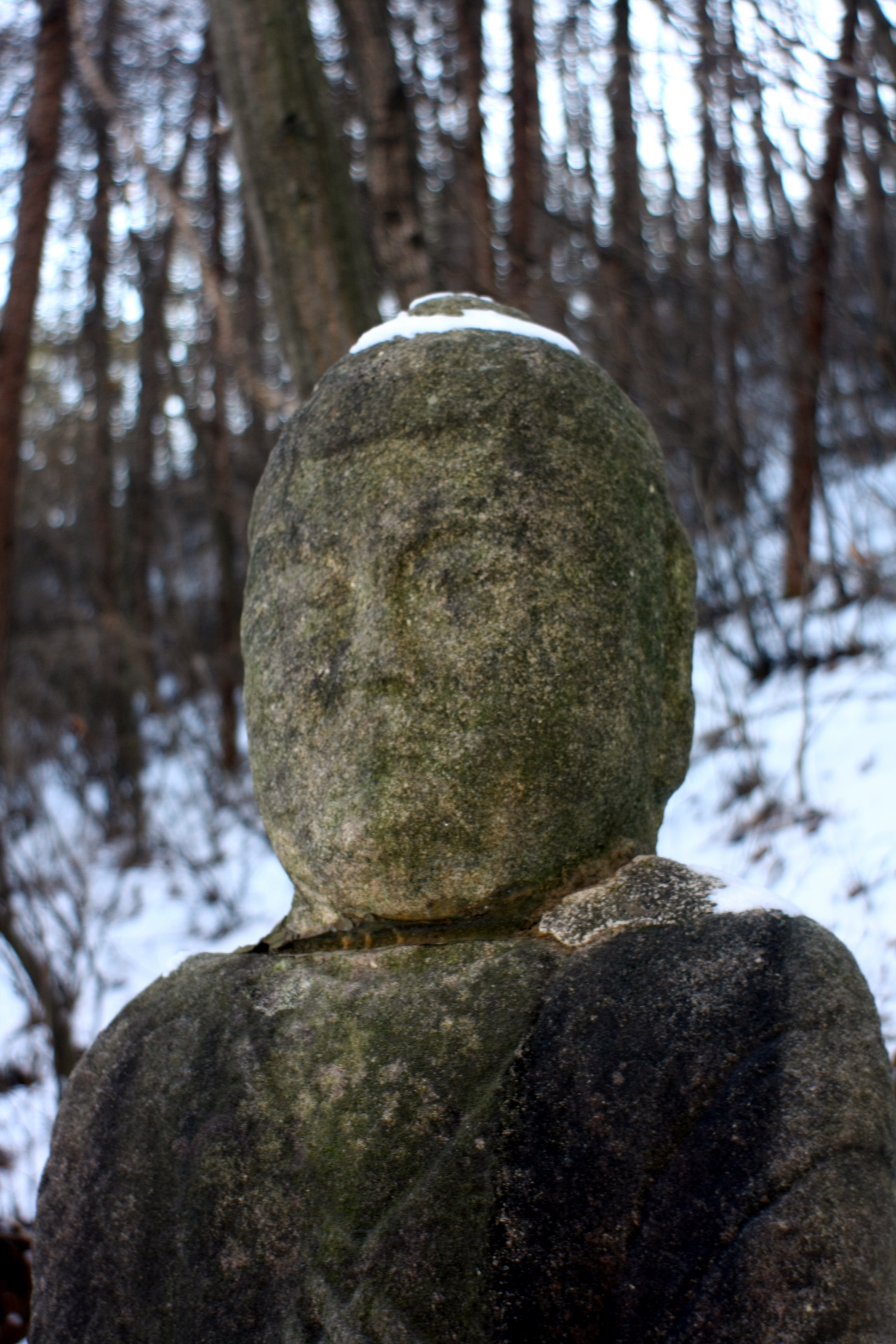
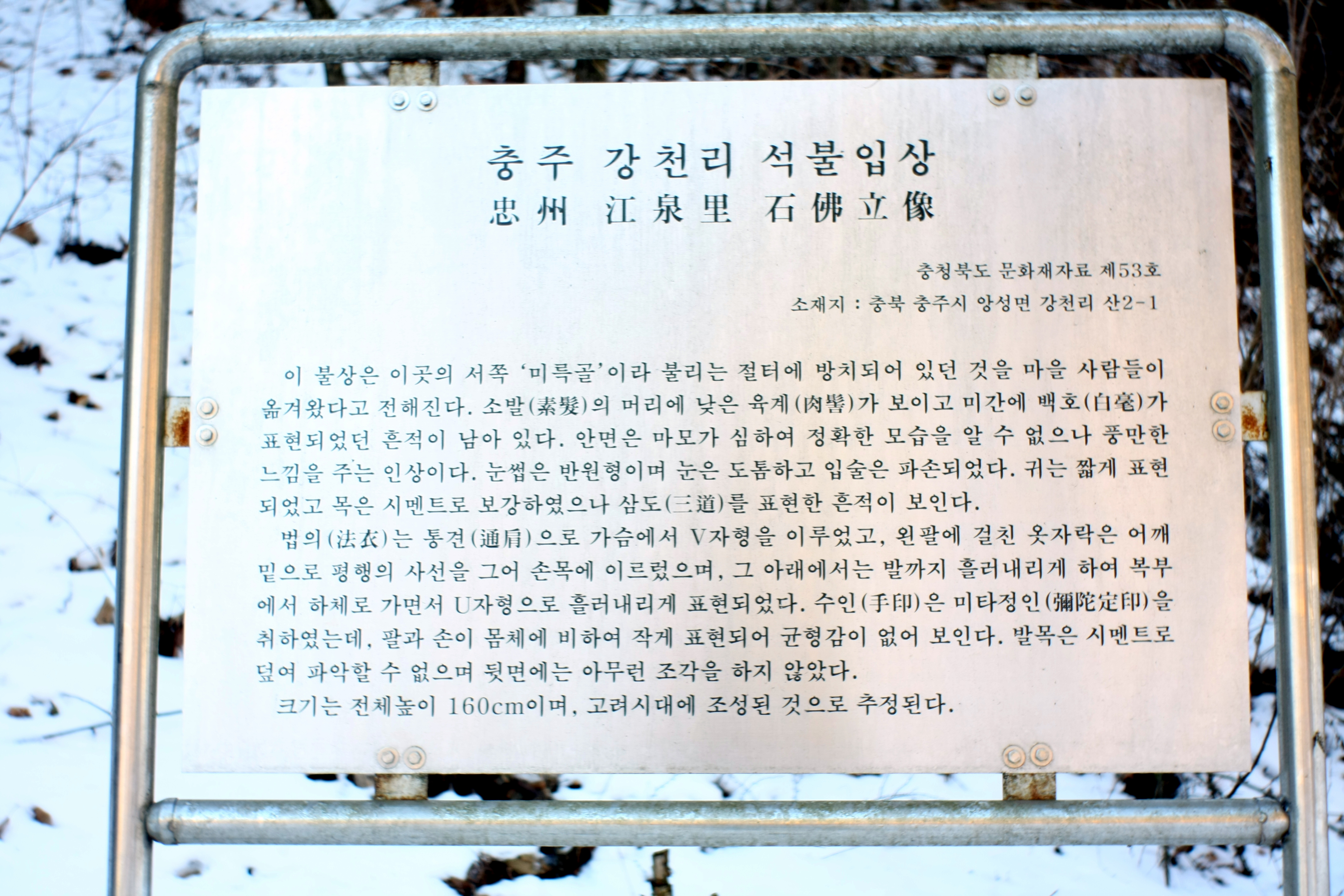
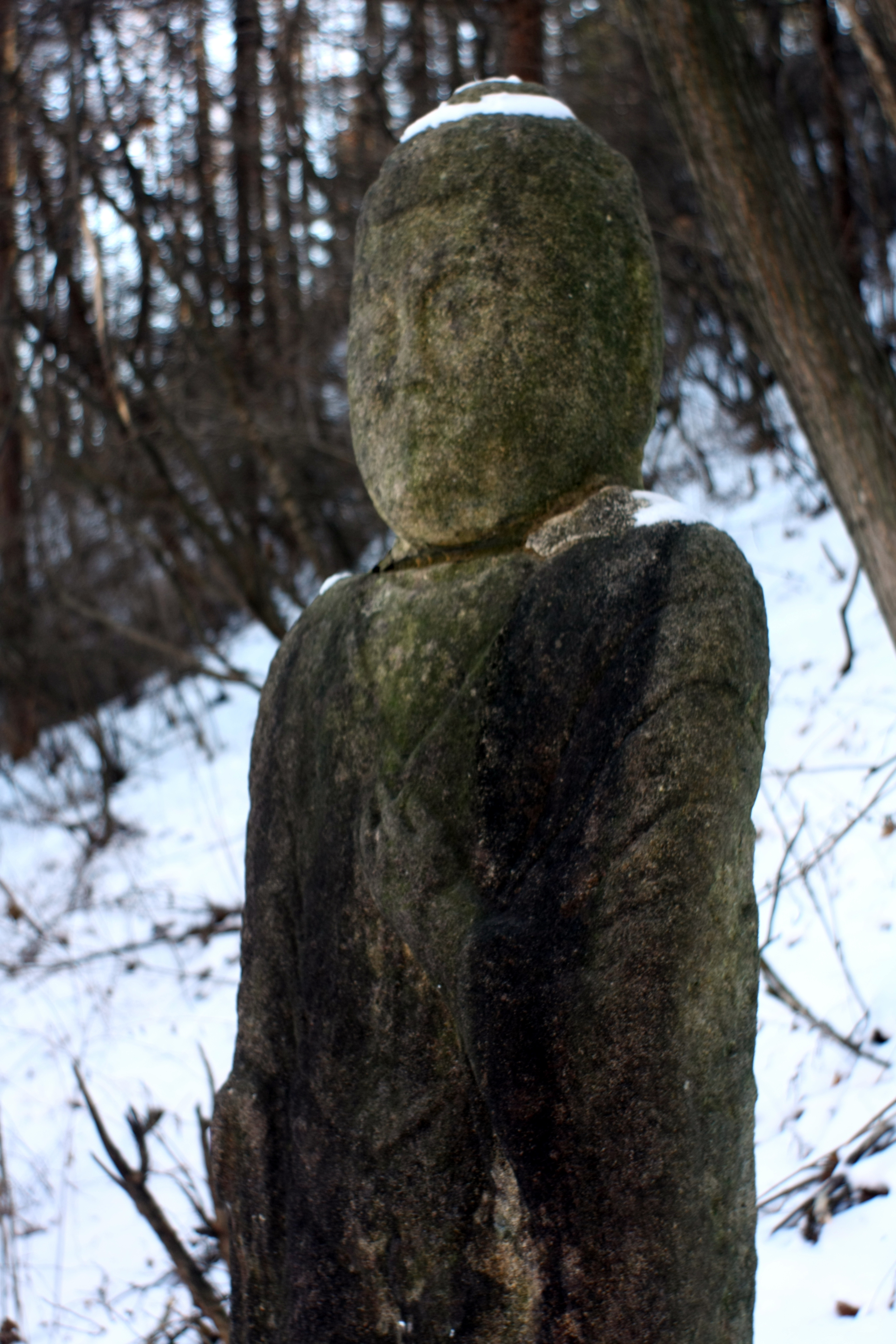